# Liohippelates satanas
Liohippelates satanas är en tvåvingeart som först beskrevs av Becker 1912.  Liohippelates satanas ingår i släktet Liohippelates och familjen fritflugor. Inga underarter finns listade i Catalogue of Life.